# 江口いちご
江口 いちご（えぐち いちご、1995年3月13日 - ）は、東京都出身のアイドル歌手。

## 人物
いちご味のお菓子とバナナが苦手。

## 略歴
- グラビアモデルとして活動を開始し、アイドルグループ「レリッシュ」を同じ事務所の雨宮留菜と結成しアイドル活動を始める。
- 2013年3月で事務所を退所[1]しソロアイドルとしての活動を始める。
- 2014年6月アイドルグループ「すとろべみぃ学園」を海涼あかねと結成し活動する。
- ソロ活動と並行して、2015年9月にアイドルグループ「IDO★HOLIC」（アイドホリック）に参加する。
- ソロ活動と並行して、2017年7月にアイドルグループ「Aphrodite (アイドルグループ)」の妹分グループ「Fiore Angelina」（フィオーレ アンジェリーナ）に初期メンバーとして羽田りこ、青野優花と参加する。翌8月に沙藤まなかが加入するが、羽田りこ、青野優花が相次いで解雇となり、同年10月にグループ活動を休止する[2]。
- 2018年12月に初のミュージックビデオを作成するためクラウドファンディングを実施する[3]。MVの対象となった楽曲「想い出STATION」はJOYSOUNDで配信されている[4]。
- ソロ活動と並行して、2021年8月にアイドルグループ「Baby Rabbi2」（ベイビーラビッツ）をコスプレイヤーの倉坂くるると結成する。

## ディスコグラフィー

### シングル
| # | タイトル      | 発売日       | レーベル | 規格品番 | 収録曲数 | 備考                          |
| - | ------------- | ------------ | -------- | -------- | -------- | ----------------------------- |
| 1 | キラリ future | 2015年7月6日 | 自主制作 | N/A      | 全2曲    | 「キラリ future」「アネモネ」 |

### ストリーミング
| # | タイトル                      | 発売日        | レーベル  | 規格品番 | 収録曲数 | 備考                                    |
| - | ----------------------------- | ------------- | --------- | -------- | -------- | --------------------------------------- |
| 1 | Le Premier Amour 恋のはじまり | 2017年8月30日 | XMD MUSIC | N/A      | 全2曲    | 「恋心目っ視線」「ラブ サーキュレイト」 |

## 出演

### テレビ
- 超時空彩の国S.T.M （2018年11月29日、テレビ埼玉）
- ミュージックブレイク ハミジョ観察記 #20（2019年11月1日、テレビ東京）